# بادکنک‌ماهی خال‌آبی
بادکنک ماهی خال آبی (نام علمی: Arothron caeruleopunctatus) نام یک گونه از تیره بادکنک‌ماهیان است. بیشترین اندازه ثبت شده از این گونه بادکنک ماهی ۸۰ سانتی‌متر است. این گونه در اقیانوس هند و اقیانوس آرام در زیستگاه‌های صخره‌ای و مرجانی در عمق ۲۵ متری زندگی می کند. این گونه از ماهی‌های روزگرد محسوب می‌شود.